# Ötvenedik (antológia)
Az Ötvenedik egy ünnepi sci-fi-novellaantológia, mely a Kozmosz Fantasztikus Könyvek sorozat ötvenedik kiadványa. A kötet 1977-ben jelent meg, és harmincegy novellát tartalmaz, egy kivételével külföldi szerzőktől.

## Tartalom
Ötvenedik (tudományos fantasztikus antológia); válogatta és szerkesztette Kuczka Péter. Kozmosz Könyvek, Budapest, 1977 (Kozmosz Fantasztikus Könyvek). ISBN 963 211 179 6.
- Szever Ganszovszkij: Jön az Ember (Székely Sándor fordítása) – Идет человек, 1971
- Stanisław Lem: Az igazság (Murányi Beatrix fordítása) – Prawda, 1973
- Cucui Jaszutaka: Körkörös elágazások (Herendi Katalin fordítása)
- Clifford D. Simak: Sétálni egy város utcáin (Nagy Ágnes fordítása) – To Walk a City's Street, 1973
- Anatolij Dnyeprov: Csak kérdezni kell (Székely Sándor fordítása) – Когда задают вопросы, 1967
- Ursula K. Le Guin: Az út iránya (Nagy Ágnes fordítása) – Direction of the Road, 1973
- Philip K. Dick: Az előszemélyek (Kovács Géczi Judit fordítása) – The Pre-Persons, 1974
- J. G. Ballard: Mindent a fogyasztóért (Borbás Mária fordítása) – The Subliminal Man - Everything for the Consumer
- Robert Sheckley: Valamit semmiért (Gálvölgyi Judit fordítása) – Something for Nothing, 1955
- Vlagyimir Grigorjev: A bőségszaru (Székely Sándor fordítása) – Рог изобилия, 1968
- Alekszandr Gorbovszkij: A véletlen (Herendi Katalin fordítása)
- Pierre Barbet: A bódító bolygó (Szoboszlai Margit fordítása) – Stupefiante Planète, 1970
- Ray Bradbury: Talán álmodni (Borbás Mária fordítása) – Perchance to Dream, 1959
- Cordwainer Smith: Patkány–sárkány játék (Borbás Mária fordítása) – The Game of Rat and Dragon, 1970
- Dmitrij Bilenkin: Űrhidegfóbia (Herendi Katalin fordítása) – Холод на трансплутоне, 1972
- Konrad Fiałkowski: A parancsnok életre keltése (Szabó Győző fordítása) – Witalizacja kosmogatora, 1971
- Jean-Pierre Andrevon: Ide nekem a csillagokat! (Szoboszlai Margit fordítása) – A moi les étoiles!, 1971
- Gennagyij Gor: A kép (G. Lányi Márta fordítása) – Картина, 1970
- Massimo Pandolfi: A fehér tenger (Lontay László fordítása) – Il mare bianco, 1970
- Julio Cortázar: Axolotl (Benczik Vilmos fordítása) – Axolotl, 1970
- Maurizio Viano: Halászat a Qumran-tó vizén (Lontay László fordítása) – A pesca sui lago Qumran, 1970
- Koniszi Gaku: A föld alatti paradicsom (Farkas Mária fordítása) – (La kosmosipo), 1972
- Harlan Ellison: Szája sincsen, úgy üvölt (Borbás Mária fordítása) – I Have No Mouth, And I Must Scream, 1970
- André Carneiro: Sötétség (Gömöri Péter fordítása) – Darkness, 1972
- Kurt Vonnegut: Beszámoló a Barnhouse-effektusról (Szilágyi Tibor fordítása) – Report on the Barnhouse Effect, 1952
- Josef Nesvadba: Vámpír – húsz év múlva (Lőrincz Irén fordítása) – Upir po dvaceti letech
- Günther Krupkat: A párbaj (Striker Judit fordítása) – Das Duell, 1974
- Adrian Rogoz: A sztochasztikus istenek oltára (Klumák István fordítása) – Altarul zeilor stohastici, 1974
- Herbert W. Franke: Einstein örökösei (Apostol András fordítása) – Einsteins Erben, 1972
- Hernádi Gyula: A tudat kvantummechanikája
- Ljuben Dilov: Emberiség, előre! (Karig Sára fordítása) – Моят странен приятел астроном, 1971
- A fanti változásai (Kuczka Péter)